# Государство тарасков

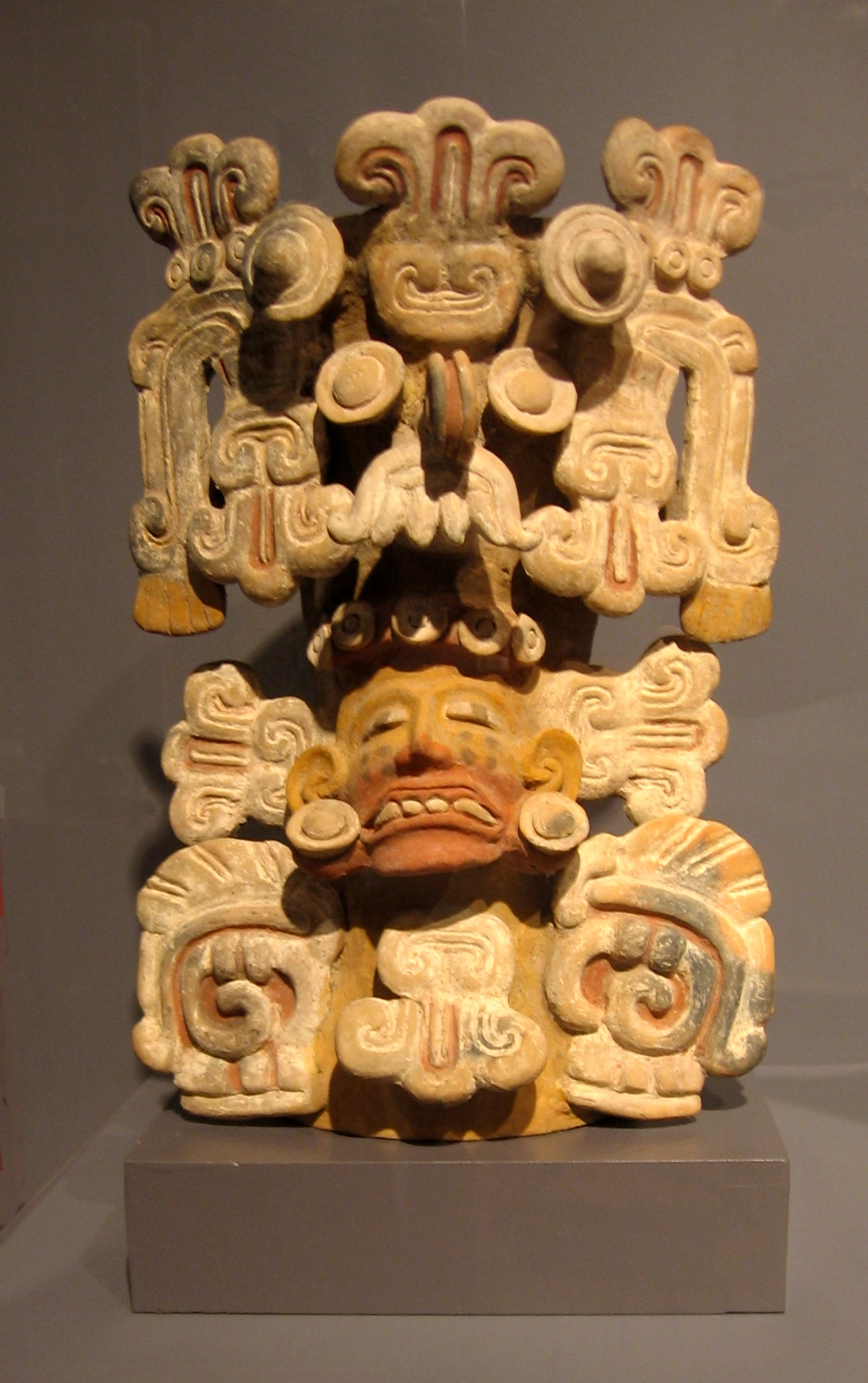
Курильница тарасков, изображающая божество с головным убором в форме Тлалока, 1350—1521 гг. н. э.

Государство Тараско — исчезнувшее государство, существовавшее в доколумбовой Мезоамерике, территория которого примерно совпадала с территорией современного мексиканского штата Мичоакан. Ко времени испанского завоевания Тараско было вторым по величине государством на территории современной Мексики.
Государство было основано в начале XIV века народом пурепеча и было покорено испанцами в 1530 году. Безуспешное восстание против испанцев подняла дочь последнего правителя принцесса Эрендира. В 1543 году на его территории образовано испанское губернаторство Мичоакан (на языке науатль это слово, которым ацтеки называли государство Тараско, означало «место тех, у кого есть рыба»). На языке пурепеча, создателей государства, их страна называлась Iréchecua Tzintzuntzáni, то есть «земли Цинцунцана».
Наряду с пурепеча, составлявшими большинство в государстве, в нём также проживали народы нахуа, отоми, матлацинка и чичимеки. Эти народы постепенно ассимилировались, входя в состав пурепеча.
Государство Тараско состояло из сети подданных провинций и постепенно стало сильно централизованным, во главе с «касонси», царём страны. Столица Тараско находилась в городе Цинцунцан на берегу озера Пацкуаро. Согласно преданию, город основал первый «касонси» по имени Тариакури. В городе правила династия Уакусеча («орлы» на языке пурепеча).
Грозным соперником Тараско была империя ацтеков, с которой велись длительные войны. Государство Тараско блокировало экспансию ацтеков на северо-запад, укрепило и хорошо охраняло свои границы с ацтеками.
Из-за своей относительной изолированности в Месоамерике Тараско имело множество культурных черт, совершенно отличных от других культур данного региона. Тараско — одно из немногих месоамериканских государств, где металл использовался для орудий и украшений.

## География
Территория, где образовалось государство тарасков, представляет собой высокогорный вулканический регион, образующий западную часть гор Меса-Сентраль в Мексике между двумя крупными реками, Лерма и Бальсас. Регион включает умеренную, субтропическую и тропическую климатические зоны, с кайнозойскими вулканическими горами и горными озёрами на высоте свыше 2000 метров над уровнем моря, однако в юго-западной прибрежной части имеются и более низкие области. Наиболее распространённые типы почвы на центральном плато — молодые вулканические андосоли, лувисоли и менее плодородные акрисоли. Растения — в основном сосны и ели. С древности в регионе были населены побережья горных озёр, изобиловавшие природными ресурсами. На севере около реки Лерма имеется большое количество обсидиана, термические источники.
Государство тарасков возникло на побережье озера Пацкуаро.

## История государства Тараско

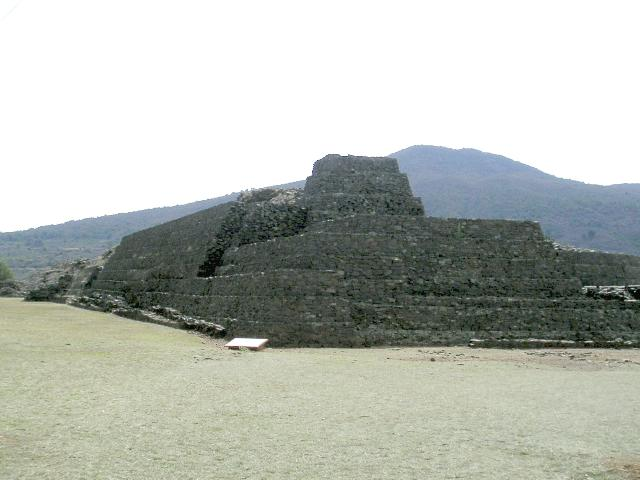
развалины Цинцунцана,
столицы государства Тараско

### Ранние археологические свидетельства
Будущая территория Тараско была населена как минимум с начала предклассического периода по месоамериканской хронологии. Обнаружены свидетельства раннелитического периода до 2500 г. до н. э., такие, как флейтообразные метательные орудия и каменная посуда. Наиболее древние археологические стоянки датируются около 1200 до н. э.. Наиболее известной археологической культурой доклассического периода является культура Чипукуаро; её стоянки обнаружены в основном на островах озера, что может говорить об их связи с более поздней культурой тарасков (пурепеча). Со времени раннего классического периода в мичоаканском регионе начинают появляться стадионы для игры в мяч и другие предметы, свидетельствующие о влиянии Теотиуакана.

### Этноисторические источники
Наиболее полезным из этноисторических источников является «Сообщение из Мичоакана» (исп. Relación de Michoacán), который составил около 1540 г. францисканский священник Фрай Херонимо де Акала (Fray Jeronimo de Acalá). Этот документ содержит переводы и пересказы хроник государства тарасков, записанные со слов местной знати. В документе подробно описывается не только история государства, но также религия и общественное устройство. К сожалению, первая часть документа сохранилась лишь частично. Среди других источников можно упомянуть ряд кратких иллюстрированных рукописей, из которых наиболее известной является Lienzo de Jucutacuto.

## Основание и расширение
В позднеклассический период месоамериканской хронологии на берегах озера Пацкуаро поселились как минимум два народа, не родственные пурепеча: носители языка науатль — в Харакуаро, и некоторые чичимекские культуры — на северных берегах.
Согласно «Сообщению из Мичоакана», вождь-пророк народа пурепеча по имени Тариакури решил объединить общины, проживавшие на берегах Пацкуаро, в единое сильное государство. Около 1300 года он предпринял первый завоевательный поход, и назначил своих сыновей Хирипана и Тангашоана (Тангашуана) правителями городов Иуатцио и Цинцунцана соответственно, а сам правил в городе Пацкуари. После смерти Тариакури (около 1350 года), его династия контролировала все крупные центры вокруг озера Пацкуаро. Его сын Ирипан (Hiripan) продолжил экспансию в область озера Куитцео.
Ирипан и позднее его брат Тангашуан I начали насаждать систему дани и консолидировать свою империю. Они создали развитую систему бюрократии и разделили между представителями знати области империи и право на сбор налогов. В последующие годы в государство были включены сначала горные регионы (Сьерра-Тараско), затем регион у реки Бальсас.
В годы правления касонси Циципандакуаре произошло завоевание нескольких регионов, которые, однако, были вновь потеряны в результате нападения ацтеков. В 1460 году государство тарасков достигло побережья Тихого океана в районе нынешнего города Сакатула (Zacatula), распространилось до долины Толука, а в северной части достигло территории нынешнего штата Гуанахуато. В 1470-е годы ацтеки под руководством Ашаякатля захватили ряд приграничных тараскских городов и вплотную подошли к центру государства, однако в конце концов были разгромлены. Опыт этой войны заставил правителя Тараско ещё больше укрепить границу с ацтеками путём сооружения военных центров. Он также позволил племенам отоми и матлацинка, которых ацтеки изгнали из родных земель, поселиться на приграничных территориях при условии, что те будут принимать участие в обороне тараскских земель. Начиная с 1480 года ацтекский правитель Ауицотль усилил борьбу с тарасками. В атаках на земли тарасков участвовали и другие народы — союзники ацтеков — такие, как матлацинка, чонтали и куитлатеки. Тараски во главе с касонси Суангуа отбили атаки, однако расширение государства тарасков затормозилось вплоть до прибытия испанцев через два года после прихода к власти последнего из правителей независимого государства тарасков, Тангашуана II.

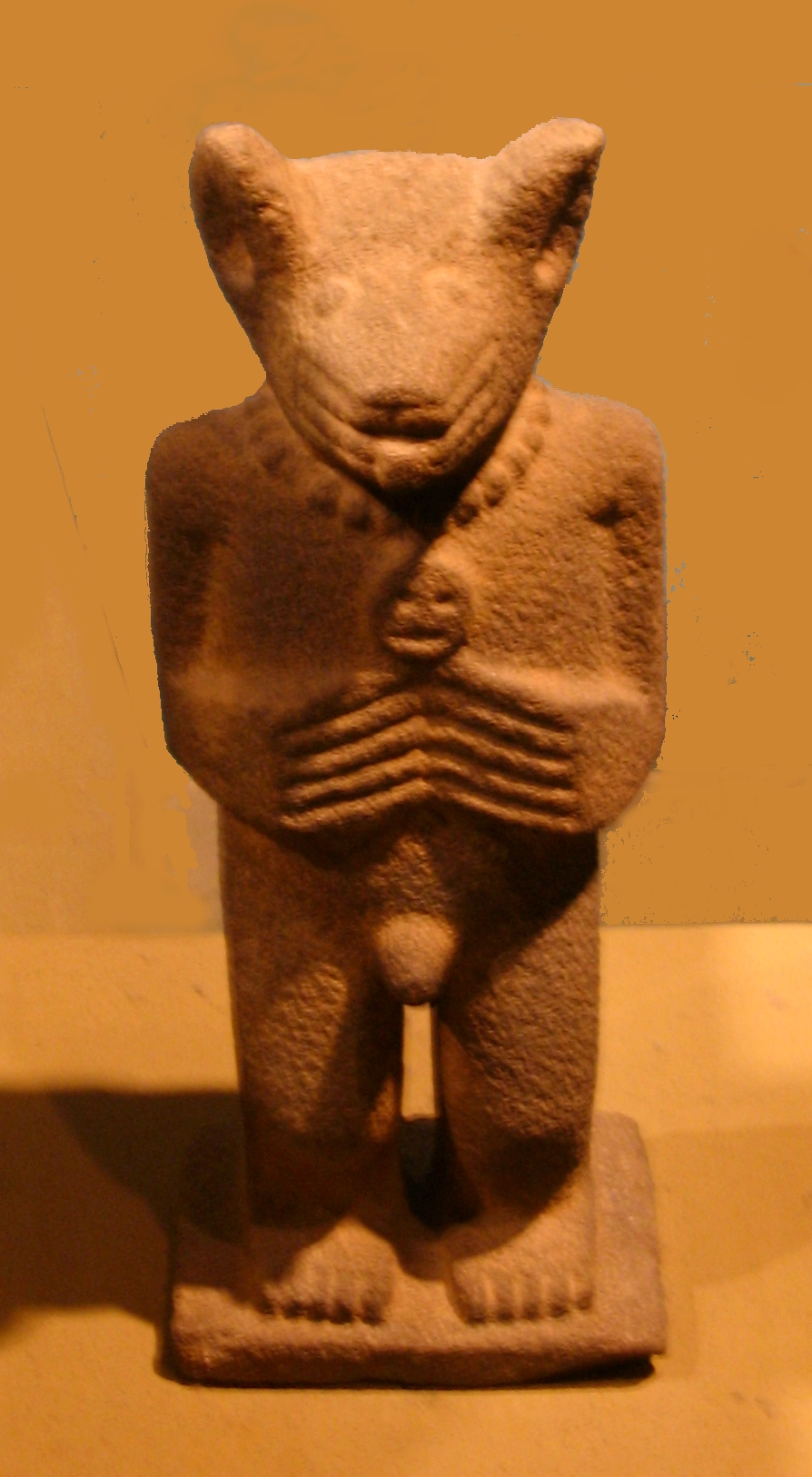
Статуэтка в виде койота, вероятно, изображение бога-койота Уитцимангари. Высота: 43,5 см

## Упадок государства тарасков
Узнав о падении Ацтекской империи, касонси Тангашуан II отправил посланников к испанским победителям. Несколько испанцев отправились вместе с ними в Цинцунцан, где их представили правителю и произошёл обмен подарками. Испанцы вернулись вместе с золотыми предметами, что пробудило интерес Кортеса к государству тарасков. В 1522 г. испанские войска под командованием Кристобаля де Олида были направлены на территорию Тараско и через несколько дней достигли Цинцунцана. Армия тарасков насчитывала многие тысячи воинов, возможно, около 100 тысяч, однако в критический момент она отказалась от борьбы. Тангашуан подчинился испанской администрации, и за это получил довольно широкую автономию. Это привело к странному двоевластию, когда как Кортес, так и Тангашуан считали себя правителями Мичоакана в течение нескольких следующих лет: население платило дань обоим. Когда испанцы обнаружили, что Тангахуан отдавал испанцам лишь небольшую часть той дани, которую он получал с населения, против него был направлен известный своей жестокостью Нуньо де Гусман, союзником которого стал тарасканский дворянин Дон Педро Панса Куиниерангари. Тангашуан был взят в плен и казнён. Начался период насилия и беспорядков. Дочь Тангашуана, Принцесса Эрендира, подняла восстание, но оно закончилось разгромом восставших. В течение следующих нескольких лет испанское правительство назначало марионеточных правителей Тараско, однако когда Нуньо утратил доверие и был отозван в Испанию, в Тараско был направлен епископ Васко де Кирога для наведения порядка. Он быстро завоевал авторитет у местного населения, которое прекратило сопротивление и признало испанское владычество.